# EuroBLECH

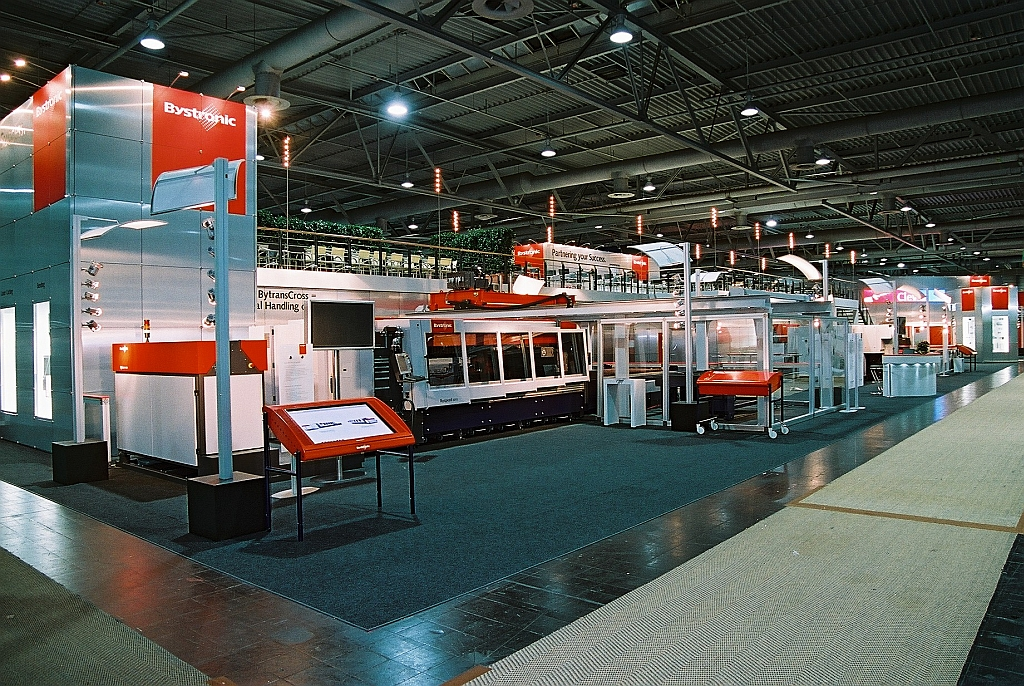
Messeaufbau der EuroBlech 2006

Die EuroBLECH ist eine internationale Technologiemesse für Blechbearbeitung. Sie findet seit 1992 alle zwei Jahre auf dem Messegelände Hannover statt, 2022 mit etwa 1.300 Ausstellern. Veranstalter ist Mack Brooks Exhibitions Ltd., Mitveranstalter die Deutsche Messe AG.

## Ausstellungsschwerpunkte
Aus folgenden Fachgebieten wird auf der EuroBLECH ausgestellt:
- Blech, Rohr, Profile (FE und NE)
- Fertigprodukte, Zulieferteile, Baugruppen
- Handling
- Trennen, Schneiden
- Umformen
- Flexible Blechbearbeitung
- Rohr-/Profilbearbeitung
- Maschinenelemente
- Verarbeitung hybrider Strukturen (Blech und Kunststoff)
- Verbinden, Schweißen, Befestigen
- Oberflächenbearbeitung von Blech
- Werkzeuge
- Steuern, Regeln, Messen, Prüfen
- Qualitätssicherung
- CAD/Computer-aided manufacturing (CAM)-Systeme, Datenverarbeitung
- Betriebs- und Lagereinrichtungen
- Umweltschutz, Recycling
- Sicherheit am Arbeitsplatz
- Forschung und Entwicklung

## Daten
Die nächste EuroBLECH findet im Oktober 2024 statt.

### EuroBLECH 1994
- Aussteller: 950
- Ausstellungsfläche: 60.000 m²[7]

### EuroBLECH 1998
- Aussteller: 1.100 aus 63 Ländern[8]

### EuroBLECH 2006
- Aussteller: über 1.400 Aussteller aus 40 Ländern[9]
- Besucher: 64 000 Besucher, aus 73 Ländern.[10]

### EuroBLECH 2008
- Ausstellungsfläche: 85.000 m², erstmals acht Hallen[10]

### EuroBLECH 2010
- Aussteller: 1.455
- Besucher: 61.500 aus 98 Ländern
- Ausstellungsfläche: 78.600 m²

### EuroBLECH 2012
- Aussteller: 1.520 aus 39 Ländern
- Besucher: 60.500
- Ausstellungsfläche: 84.000 m²

### EuroBLECH 2016
- Aussteller: 1.503 aus 41 Ländern
- Ausstellungsfläche: 88.000 m²[5]

### EuroBLECH 2018
- Aussteller: etwa 1.400 aus 38 Ländern[11]

### EuroBLECH 2020 und 2021
- Aufgrund Covid-19 als Euroblech Digital Innovation Summit[12]
- Aufgrund Covid-19 als Euroblech Digital Innovation Summit/ als reale Messe auf 2022 verschoben[13]

### EuroBLECH 2022
- Aussteller: mehr als 1.300 aus 39 Ländern[4]
- Ausstellungsfläche: 86.135 m²[14]